# كاي نيلسن (فيلسوف)
كاي نيلسن (مواليد 1926) هو أستاذ فخري في جامعة كالغاري. قبل الانتقال إلى كندا، درّس نيلسن في جامعة نيويورك. وهو متخصص في الميتافيلوسوفي والأخلاقيات والفلسفة الاجتماعية والسياسية. كتب نيلسن أيضا عن فلسفة الدين، مدافعًا عن الإلحاد. وهو معروف أيضا بدفاعه عن النفعية، وكتب ردا على انتقاد بيرنارد ويليامز لها.
حصل نيلسن على بكالوريوس الآداب في جامعة ولاية كارولينا الشمالية في تشابل هيل، ودكتوراه في جامعة ديوك. وهو مؤلف لحوالي 32 كتابا و 415 مقالا.كان نيلسن عضو في الجمعية الملكية لكندا، ورئيس سابق لجمعية الفلاسفة الكنديين. كان أيضا عضو من الأعضاء المؤسسين في المجلة الكندية للفلسفة.
في عام 1973 كان نيلسن أحد الموقعين على البيان الإنساني الثاني.
في عام 1991، ناقش وليام لين كرايغ حول موضوع «الله والأخلاقيات والشرائر».
في مقاله لعام 1964، «الفلسفة اللغوية ومعنى الحياة» يبدأ نيلسن الاتفاق مع الفيلسوف آير أن الغرض من الحياة هو النهاية التي تهدف إلى كل شيء. إن مشكلة هذه الإجابة، كما أشار آير، هي أنه لا يفسر وجودها إلا أننا نريد المزيد. نريد أن تكون النهاية شيء اخترناه، وليس شيئا يملي من العدم. وباختصار عندما نسأل ما معنى الحياة نحن لا نريد تفسيرا لكيفية الأحوال والأمور. نحن نريد مبررا لهذه الأمور. وبغض النظر عن الكيفية التي نشرح بها حقائق العالم التي لا تخبرنا كيف ينبغي أن نعيش، فإنها لا تخبرنا أبدا معنى كل شيء.
قدم نيلسن مثالا على اكتشاف كل الحقائق عن نفسك. وبعد كل هذه الاكتشافات عليك أن تقرر الاستمرار في العيش كما تريد، من يستطيع أن يبرر أنه مخطئ؟ لا أحد له ما يبرره في القول بأنه مخطئ لأن كل هذه الحقائق لا تعني أي قيم حول كيفية العيش.

## كتاباته
- الإلحاد والفلسفة, 2005.[4][5]
- العولمة والعدالة، 2002.
- الطبيعة والدين، 2001.[6][7]
- إستغلال، 2001.
- لماذا يجب أن أكون خلوق؟، 1997.[8][9]
- الطبيعية بدون أسس، 1996.
- الله وإرساء الأخلاق، 1991.
- بعد زوال التقليد: نظرية نقدية، ومصير الفلسفة، 1991.
- الأخلاق بدون الله، 1990.[10]
- الله، التشكك والحداثة، 1989.
- المساواة والحرية: دفاع عن المساواة الراديكالية، 1986.
- الفلسفة والإلحاد، 1985.
- مقدمة في فلسفة الدين، 1983.
- ماركس والأخلاق، 1981.
- شكوك، 1973.[11]
- السبب والممارسة: مقدمة حديثة للفلسفة، 1971.
- الانتقادات المعاصرة للدين، 1971.

## روابط خارجية
- Transcript of debate with theist William Lane Craig
- Nielsen page at Calgary
- Nielsen page at Concordia